# Jesús de Miguel Lancho
Jesús de Miguel Lancho (Badajoz, 1904 - Ciudad de México, 1962) fue un médico pediatra, profesor universitario y político republicano español.

## Biografía
Miembro de Izquierda Republicana, fue elegido diputado a Cortes en las elecciones generales de 1936 dentro de la candidatura del Frente Popular. Tras la Guerra Civil se exilió en el Reino Unido para pasar en la década de 1940 a México, donde fue profesor de la Universidad Nacional Autónoma de México (UNAM) y  pionero en el país azteca en la rehidratación de los niños con transfusiones de plasma y sangre.